# 臨時政府 (1868年-1871年)

スペイン王国臨時政府
Gobierno Provisional del Reino de España (スペイン語)

国の標語: Plus Ultra（ラテン語）
更なる前進国歌: Marcha Real（スペイン語）
国王行進曲

スペインとその植民地

臨時政府（りんじせいふ）は、スペイン九月革命後の1868年9月30日にスペイン女王イサベル2世が倒され、1871年1月2日にコルテスで新国王アマデオ1世が即位するまでの間にスペインで成立した臨時政府である。
これは、1868年から1874年の「民主主義の六年間（スペイン語: Sexenio Democrático）」と呼ばれるの期間の第一段階であった。
1868年9月にスペイン政府を打倒した革命は、方向性を失った。この政権は、フランシスコ・セラーノ率いる自由主義連合、フアン・プリム率いる進歩党、民主党の3党による連合であった。
コルテスは共和国の概念を否定し、立憲君主制を選択した。
この時期は2つに分けられる。
- 第一期では、新憲法が制定され、1869年6月1日に施行された。
- 第二期では、1869年6月から1871年1月にかけて、新憲法を尊重する適切な新国王が探された。その間、フランシスコ・セラーノ元帥が摂政に、カスティジェホス侯爵フアン・プリムが首相に任命された。